# Михајло Бата Паскаљевић
Михајло Бата Паскаљевић (Пожаревац, 14. јануар 1923 — Београд, 26. јануар 2004) био је српски филмски, позоришни и ТВ глумац.

## Биографија
Рођен 14. јануара 1923. године од оца Зоје Зојића, индустријалца и власника хотела "Париз" из Крушевца. Бата је рођен као Михајло Зојић да би након пунолетства променио своје презиме у Паскаљевић по свом деди Паскаљу Зојићу.
Након гимназије ступио је у КУД „Иво Лола Рибар“ и Академско позориште у Београду, затим са групом младих глумаца у тек основано Београдско драмско позориште, чији је стални члан од 1950. године. Иако се опробао у најразноврснијем репертоару, нарочито глумачким улогама у представама Сламнати шешир Ежена Лабиша и Бал лопова Жана Ануија убрзо показује изразите склоности према водвиљу. Посветивши се овој врсти комике, у свим медијима игра низ споредних улога које му доносе популарност.
И филмску каријеру почиње комичном улогом у Чудотворном мачу (1950) Војислава Нановића. Након тога се истакао у филмовима Сумњиво лице (1954, главна улога), Дилижанса снова (1960), Орлови рано лете (1966) и Силом отац (1969), Туђа земља и Вратиће се (1957), Бог је умро узалуд (1969), те Моја луда глава (1971). Врхунац филмске каријере остварује својом првом драмском улогом - оца протагонисткиње - у филму Већ виђено (1987) Горана Марковића, за коју је награђен на фестивалу глумачких остварења у Нишу.
Женио се пет пута, има сина Зоју.
Преминуо је 26. јануара 2004. после краће болести у Земунској болници. Сахрањен је у Алеји заслужних грађана на Новом гробљу у Београду.

## Улоге
|                   | 1950 ▼ | 1960 ▼ | 1970 ▼ | 1980 ▼ | 1990 ▼ | 2000 ▼ | Укупно |
| ----------------- | ------ | ------ | ------ | ------ | ------ | ------ | ------ |
| Дугометражни филм | 9      | 21     | 6      | 20     | 13     | 11     | 80     |
| ТВ филм           | 1      | 22     | 9      | 4      | 15     | 4      | 55     |
| ТВ серија         | 0      | 21     | 12     | 11     | 7      | 3      | 54     |
| ТВ мини серија    | 0      | 0      | 3      | 3      | 2      | 1      | 9      |
| ТВ кратки филм    | 0      | 0      | 0      | 0      | 0      | 1      | 1      |
| Кратки филм       | 0      | 0      | 0      | 0      | 1      | 1      | 2      |
| Видео             | 0      | 0      | 0      | 0      | 1      | 0      | 1      |
| Укупно            | 10     | 64     | 29     | 38     | 39     | 21     | 202    |

| Год.       | Назив                                     | Улога                              |
| ---------- | ----------------------------------------- | ---------------------------------- |
| 1950.-те ▲ |                                           |                                    |
| 1950.      | Чудотворни мач                            | Грицко                             |
| 1953.      | Циганка                                   |                                    |
| 1953.      | Општинско дете                            | професор клавира                   |
| 1954.      | Сумњиво лице                              | Јеротије Пантић, срески начелник   |
| 1955.      | Шолаја                                    | Шишко                              |
| 1955.      | Крвави пут                                | Доктор                             |
| 1957.      | Суботом увече                             |                                    |
| 1957.      | Туђа земља                                |                                    |
| 1957.      | Вратићу се                                | Бранков пријатељ                   |
| 1959.      | Маскарада                                 |                                    |
| 1960.-те ▲ |                                           |                                    |
| 1960.      | Дилижанса снова                           | Кир Јања                           |
| 1959-1960. | Сервисна станица                          |                                    |
| 1960.      | Заједнички стан                           | носач                              |
| 1961.      | Нема малих богова                         | пословни партнер                   |
| 1961.      | Лето је криво за све                      | плашљивац                          |
| 1961.      | Серафимов клуб                            |                                    |
| 1961.      | Срећа у торби                             | Перин комшија                      |
| 1961.      | На тајном каналу                          | Бата                               |
| 1962.      | Пробисвет, велика режија и дете           |                                    |
| 1962.      | Три приче о Џефу Питерсу                  |                                    |
| 1962.      | Јунаци дана                               |                                    |
| 1962.      | Др                                        | Сима                               |
| 1962.      | Звиждук у осам                            | ТВ редитељ                         |
| 1963.      | Микрофон је ваш (ТВ)                      |                                    |
| 1963.      | Инкогнито                                 |                                    |
| 1963.      | Викенд у небо                             |                                    |
| 1963.      | Ћутљива жена                              |                                    |
| 1962-1963. | Музеј воштаних фигура                     | личност немог филма                |
| 1963.      | Промаја (серија)                          |                                    |
| 1964.      | Офсајд                                    |                                    |
| 1964.      | Комесар је добричина (ТВ)                 |                                    |
| 1964.      | На место, грађанине Покорни!              | Жан/инспектор Дипон                |
| 1964.      | У једном граду ко зна ком                 |                                    |
| 1964.      | Пут око света                             | Мика... телеграфиста               |
| 1964.      | Огледало грађанина Покорног (серија)      | Један од предака                   |
| 1964-1966. | Код судије за прекршаје                   |                                    |
| 1965.      | Инспектор                                 |                                    |
| 1965.      | Американка                                |                                    |
| 1965.      | Лицем у наличје                           | Француз Жан                        |
| 1965.      | Леђа Ивана Грозног                        |                                    |
| 1966.      | Орлови рано лете                          | учитељ Паприка                     |
| 1966.      | Сервисна станица                          |                                    |
| 1966.      | Воз који носи наочаре                     |                                    |
| 1966.      | Црни снег (серија)                        | Милутин                            |
| 1966.      | Људи и папагаји (серија)                  |                                    |
| 1967.      | Мушица                                    |                                    |
| 1967.      | Немирни                                   | Пијанац ()                         |
| 1967.      | Еуридика (ТВ)                             |                                    |
| 1967.      | Златна праћка                             | Бил                                |
| 1967.      | Забавља вас Мија Алексић (серија)         |                                    |
| 1967.      | Офелија (серија)                          | Комичар                            |
| 1967.      | Круг двојком (серија)                     |                                    |
| 1967.      | Пробисвет (ТВ серија)                     |                                    |
| 1967.      | Дежурна улица (серија)                    | Жртва                              |
| 1968.      | Изгубљено писмо                           |                                    |
| 1968.      | Весели повратак                           |                                    |
| 1968.      | Пусти снови                               |                                    |
| 1968.      | Спавајте мирно (серија)                   | Исајло                             |
| 1968.      | Максим нашег доба (серија)                |                                    |
| 1968.      | Сачулатац (серија)                        | Малајац                            |
| 1969.      | Бог је умро узалуд                        | Пуниша                             |
| 1969.      | Трагедија на сплаву                       |                                    |
| 1969.      | Бачки славуј                              |                                    |
| 1969.      | Шпијунка без имена                        | Рањени енглески војник             |
| 1969.      | Музиканти (серија)                        | Крле Џамбас                        |
| 1969.      | Како да ти кажем ТВ серија                | /                                  |
| 1969.      | Силом отац                                | Вићентије                          |
| 1970.-те ▲ |                                           |                                    |
| 1970.      | Ђидо                                      | сељак                              |
| 1970.      | Чкаља                                     |                                    |
| 1970.      | Десет заповести (серија)                  | Влада, председник радничког савета |
| 1970.      | Чедомир Илић (серија)                     | Фотограф (непозната епизода)       |
| 1970.      | Рођаци (серија)                           |                                    |
| 1970.      |                                           |                                    |
| 1971.      | Од сваког кога сам волела (серија)        |                                    |
| 1971.      | Опклада                                   | Келнер Гиле                        |
| 1971.      | Моја луда глава                           |                                    |
| 1972.      | Како (ТВ серија)                          |                                    |
| 1972.      | Ћу, ћеш, ће (ТВ мини серија)              |                                    |
| 1972.      | Мајстори (серија)                         | Аца Туцаковић                      |
| 1973.      | Бела кошуља (ТВ)                          | Водоноша ()                        |
| 1973.      | Камионџије (серија)                       |                                    |
| 1972-1973. | Позориште у кући (серија)                 | Чеда Мунгос                        |
| 1974.      | Поленов прах                              | (као Бата Паскаљевић)              |
| 1974.      | Отписани                                  | Конобар Спира                      |
| 1973-1974. | Позориште у кући 2 (серија)               | Чеда Мунгос                        |
| 1975.      | Андра и Љубица                            |                                    |
| 1975.      | Вага за тачно мерење (серија)             | Научник (непозната епизода)        |
| 1974-1975. | Отписани (серија)                         | Спира                              |
| 1975.      | Позориште у кући 3 (серија)               | Чеда Мунгос                        |
| 1976.      | Невидљиви човек (ТВ)                      | Благоје                            |
| 1976.      | Џангризало (ТВ)                           | Портир                             |
| 1976.      | Извињавамо се, много се извињавамо (ТВ)   | Директор хотела                    |
| 1977.      | Више од игре (серија)                     | Шпијун Буда                        |
| 1978.      | Љубав у једанаестој                       |                                    |
| 1978.      | Пуцањ у шљивику преко реке                |                                    |
| 1978.      | Једини дан (ТВ серија)                    |                                    |
| 1978.      | Чардак ни на небу ни на земљи (ТВ серија) |                                    |
| 1979.      | Сећам се (серија)                         |                                    |
| 1979.      | Осма офанзива (серија)                    | Машиновођа                         |
| 1980.-те ▲ |                                           |                                    |
| 1980.      | Авантуре Боривоја Шурдиловића             | Жилијен Живаго                     |
| 1980.      | Врућ ветар (серија)                       | Живорад Живковић (Жилијен Живаго)  |
| 1981.      | Историја брачног лома у три тома (ТВ)     | Члан лекарског конзилијума         |
| 1980-1981. | Позориште у кући 4 (серија)               | Чеда Мунгос                        |
| 1981.      | Војници (ТВ серија) (серија)              | Грађанин са залихама               |
| 1982.      | Савамала                                  | Уредник у штампарији               |
| 1982.      | Маратонци трче почасни круг               | Старији жандар                     |
| 1982.      | Поп Ћира и поп Спира (серија)             | Арса                               |
| 1982.      | Приче из радионице (серија)               | Радник на бензинској пумпи         |
| 1982.      | Приче преко пуне линије (серија)          |                                    |
| 1983.      | Човек са четири ноге                      | Продавац новина                    |
| 1984.      | Уби или пољуби (серија)                   |                                    |
| 1984.      | Војници (филм)                            | Грађанин са залихама               |
| 1984.      | Јагуаров скок                             | Шахиста у парку                    |
| 1984.      | Позориште у кући 5 (серија)               | Чеда Мунгос                        |
| 1984.      | Формула 1 (ТВ серија)                     |                                    |
| 1985.      | Брисани простор (серија)                  | Старац (непозната епизода)         |
| 1985.      | Кво вадис? (серија)                       | Банкер                             |
| 1985.      | Ћао инспекторе                            | Инспектор Интерпола                |
| 1986.      | Неозбиљни Бранислав Нушић (ТВ)            | Глумац 'Јеротије Пантић'           |
| 1986.      | Црна Марија                               | Власта                             |
| 1986.      | Луде године, VIII део                     | Перица                             |
| 1986.      | Развод на одређено време                  | Конобар                            |
| 1987.      | Већ виђено                                | Олгицин отац                       |
| 1987.      | Седми дан                                 |                                    |
| 1987.      | Бољи живот (серија)                       | Професор                           |
| 1987.      | И то се зове срећа (серија)               | Радник у Протеинекспорту           |
| 1987.      | Тесна кожа 2                              | Купац куће                         |
| 1987.      | Хајде да се волимо                        | Директор хотела                    |
| 1988.      | Заборављени                               |                                    |
| 1988.      | Вук Караџић (серија)                      |                                    |
| 1988.      | Други човек                               |                                    |
| 1989.      | Госпођа министарка (ТВ)                   | Службеник у министарству           |
| 1989.      | Последњи круг у Монци                     | Власник ресторана                  |
| 1989.      | Сабирни центар                            | Инквизитор                         |
| 1989.      | Како је пропао рокенрол                   |                                    |
| 1989.      | Другарица министарка (серија)             |                                    |
| 1989.      | Балкан експрес 2 (серија)                 | Јоаким „топли брат“                |
| 1989.      | Недељом од девет до пет                   | Конобар                            |
| 1990.-те ▲ |                                           |                                    |
| 1990.      | Под жрвњем                                | Фотограф                           |
| 1990.      | Заборављени (серија)                      | Власник                            |
| 1990.      | Сумњиво лице (ТВ)                         | Јоца - пандур                      |
| 1990.      | Свето место                               | Радник у кући                      |
| 1991.      |                                           | Отац                               |
| 1991.      | Глава шећера (ТВ)                         | Кмет (I)                           |
| 1991.      | Бољи живот 2 (серија)                     | Шурњајић                           |
| 1991.      | Свемирци су криви за све                  | Пера                               |
| 1991.      | Холивуд или пропаст                       |                                    |
| 1991.      | Гњурац                                    | Швабо Дека                         |
| 1991.      | Тесна кожа 4                              | Шахиста у парку                    |
| 1992.      | Танго аргентино                           | Младожења                          |
| 1993.      | Рај (ТВ)                                  | Конобар у кафани                   |
| 1993.      | Боље од бекства                           | Расветљивач                        |
| 1994.      | Дневник увреда 1993.                      | Келнер                             |
| 1994.      | Биће боље                                 | Радослав                           |
| 1993-1994. | Срећни људи (серија)                      | Веселин Веско Величковић           |
| 1995.      | Симпатија и антипатија (ТВ)               | Суфлер                             |
| 1995.      | Наслеђе                                   | Харалампије                        |
| 1995.      | Знакови                                   |                                    |
| 1995.      | Ориђинали (мини-серија)                   | Шеф милиције                       |
| 1995.      | Девојка из кабриолета                     |                                    |
| 1995.      | Театар у Срба (серија)                    |                                    |
| 1995.      | Крај династије Обреновић (серија)         | Милисав                            |
| 1995-1996. | Срећни људи 2 (серија)                    | Веселин Веско Величковић           |
| 1997.      | Птице које не полете                      |                                    |
| 1997.      | Покондирена тиква (ТВ)                    | Кувар                              |
| 1996-1997. | Горе доле (серија)                        | Изудин                             |
| 1998.      | Свирач (ТВ драма)                         | Механџија Секић                    |
| 1998.      | Бекство (ТВ)                              |                                    |
| 1998.      | Голубовића апотека (ТВ)                   | Мутави                             |
| 1998.      | Лајање на звезде                          | Келнер ... ' Белмондо '            |
| 1998.      | Повратак лопова                           |                                    |
| 1998.      | Џандрљиви муж (ТВ)                        | Добошар                            |
| 1999.      | Код мале сирене (серија)                  |                                    |
| 1999.      | Пролеће у Лимасолу                        |                                    |
| 1999.      | Кактуси и руже (ТВ)                       | Цвећар                             |
| 1999.      | Нож                                       | Посластичар                        |
| 2000.-те ▲ |                                           |                                    |
| 2000.      | Татин син                                 |                                    |
| 2000.      | Суседи                                    | Молер                              |
| 2000.      | Сенке успомена                            | Продавац новина                    |
| 2000.      | Рат уживо                                 | Цивилњак                           |
| 2001.      | Буди фин (серија)                         |                                    |
| 2001.      | Наташа                                    | пензионер                          |
| 2001.      | Бумеранг                                  | Микијев отац                       |
| 2001.      | Породично благо 2                         | златар                             |
| 2001.      | Рондо (ТВ филм)                           | пацијент                           |
| 2002.      | Рингераја                                 | Срба                               |
| 2002.      | Мртав ’ладан                              | Деда                               |
| 2002.      | Родослов једног Валцера                   |                                    |
| 2002.      | Зона Замфирова                            | фењерџија                          |
| 2002.      | Лисице                                    | Пијачар                            |
| 2002.      | Новогодишње венчање (ТВ)                  | Петров кум                         |
| 2003.      | Сироти мали хрчки 2010                    | Трећи колпортер                    |
| 2003.      | Илка (ТВ)                                 | свештеник                          |
| 2003.      | Казнени простор 2                         | рекламер                           |
| 2004.      | Пљачка Трећег рајха                       | Јеврејин Моша                      |
| 2004.      | Диши дубоко                               | Деда                               |